# Frihetsgudinnan
Frihetsgudinnan (engelska: Statue of Liberty; ordagrant översatt "frihetsstatyn"), är en staty på Liberty Island vid Hudsonflodens utlopp sydväst om Manhattan, New York. Ön är federalt ägd och ingår i staden New Yorks hamn men omges på alla sidor av staden Jersey Citys hamnområde i delstaten New Jersey. Frihetsgudinnan invigdes 1886 och är ett av New Yorks och USA:s kännetecken och besöks årligen av miljontals turister. 

## Etymologi och alternativa namn
Formellt heter statyn Liberty Enlightening the World ("Friheten upplyser världen"). Den är på engelska även känd som ”Miss Liberty” och ”Lady Liberty”.
Varför ordet "statue" blev ”gudinna” just på vissa nordiska språk är oklart, men hänger sannolikt samman med motivvalet. Namnet Frihetsstatyn förekommer dock även på svenska . På de flesta språk (inklusive finska) används emellertid översättningar av ordet staty.

## Utseende
Statyn föreställer en kvinna, och anspelar på gudinnan Libertas i romersk mytologi, med en strålande krona, iklädd fotsid dräkt och slaveriets kedjor under fötterna. Högra handen håller en fackla rest mot skyn och vänster hand en tavla med inskriften ”July IV MDCCLXXVI”, det vill säga 4 juli 1776 – dagen då de engelska kolonierna i Nordamerika förklarade sig oavhängiga från Storbritannien, vilket grundade USA.
Statyn mäter 46 meter och är placerad på en 47 meter hög sockel av huggen sten. Från marken till facklan blir den mer än 93 meter. Näsan är 146 centimeter lång. 

## Historik

### Bakgrund
Frihetsgudinnan var en gåva till USA från ”det franska folket”, som en symbol för att fira hundraårsminnet av USA:s självständighet. USA stod för grunden och sockeln medan Frankrike stod för själva statyn. Gåvan var till en början inte alls välkommen, men togs motvilligt emot efter franska påtryckningar. För att kunna färdigställa sockeln blev det nödvändigt med en insamling, mestadels bland privatpersoner, som en tidning initierade. Genom åren har statyn även kommit att symbolisera frihet och demokrati. 

### Tillverkning och montering
Statyn ritades av den franske skulptören Auguste Bartholdi och är utförd i kopparplåt över en järnstomme. Stommen utformades av ingenjören Gustave Eiffel (som senare konstruerade Eiffeltornet). Sockeln ritades av den amerikanske arkitekten Richard Morris Hunt.
Kopparplåtarna tillverkades av Gaget-Gauthier-bolaget och formades i the Ateliers Mesureur i västra Paris 1878. Finansiering för kopparen hade Pierre-Eugène Secretan stått för. I juni 1885 anlände statyn till New York i 350 delar, nerpackade i 214 lådor. Det tog fyra månader att montera statyn. Den invigdes den 28 oktober 1886.

### Kopparens ursprung
Det finns inga historiska uppgifter om varifrån kopparen till statyn kom. I byn Visnes i Karmøy kommun i Norge, finns en tradition som säger att kopparen kom från den franskägda gruvan Visnes Mine. Malm från gruvan, raffinerat i Frankrike och Belgien, var en viktig källa till europeisk koppar i slutet av 1800-talet.

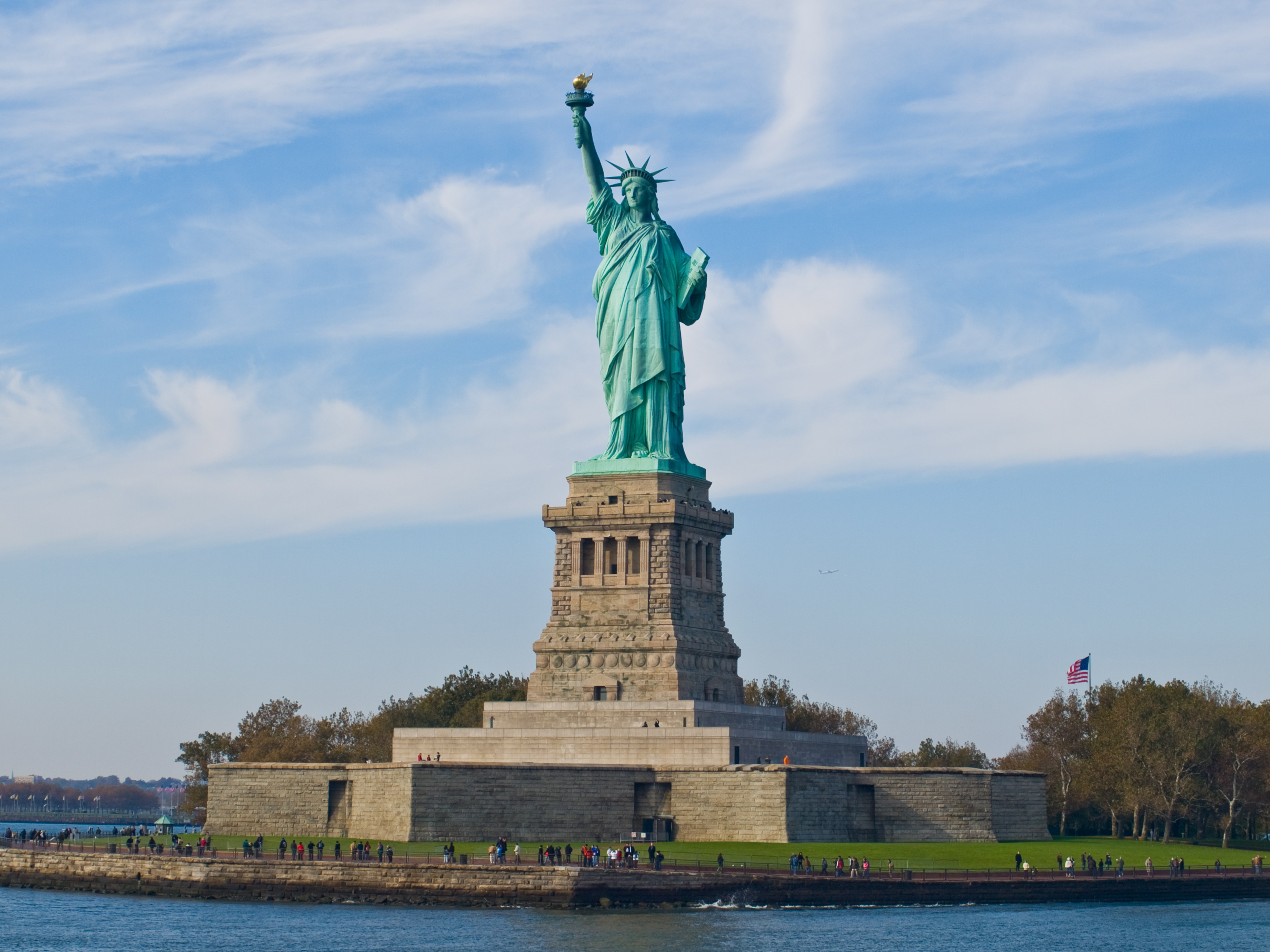
Vy över Frihetsgudinnan.

År 1985 använde Bell Labs spektrografisk emission för att jämföra kopparprover från Visnes Mine och från Frihetsgudinnan. Man upptäckte då att spektrumet för orenheter var mycket likartade och drog slutsatsen att det talade starkt för att kopparen kom från Norge. Andra källor säger att koppar utvunnits i Nizjnij Tagil.

### Senare historia
Åren 1984–1986 undergick statyns övre delar reparationer. Då byttes bland annat facklan ut.
En ny fackla ersatte 1986 den ursprungliga facklan, som inte ansågs möjlig att reparera på grund av de omfattande ändringarna 1916. Facklan från 1886 finns nu i monumentets museum. Den nya facklans låga är täckt av guld på utsidan och belyses med lampor från den omgivande plattformen.

## Symbolik

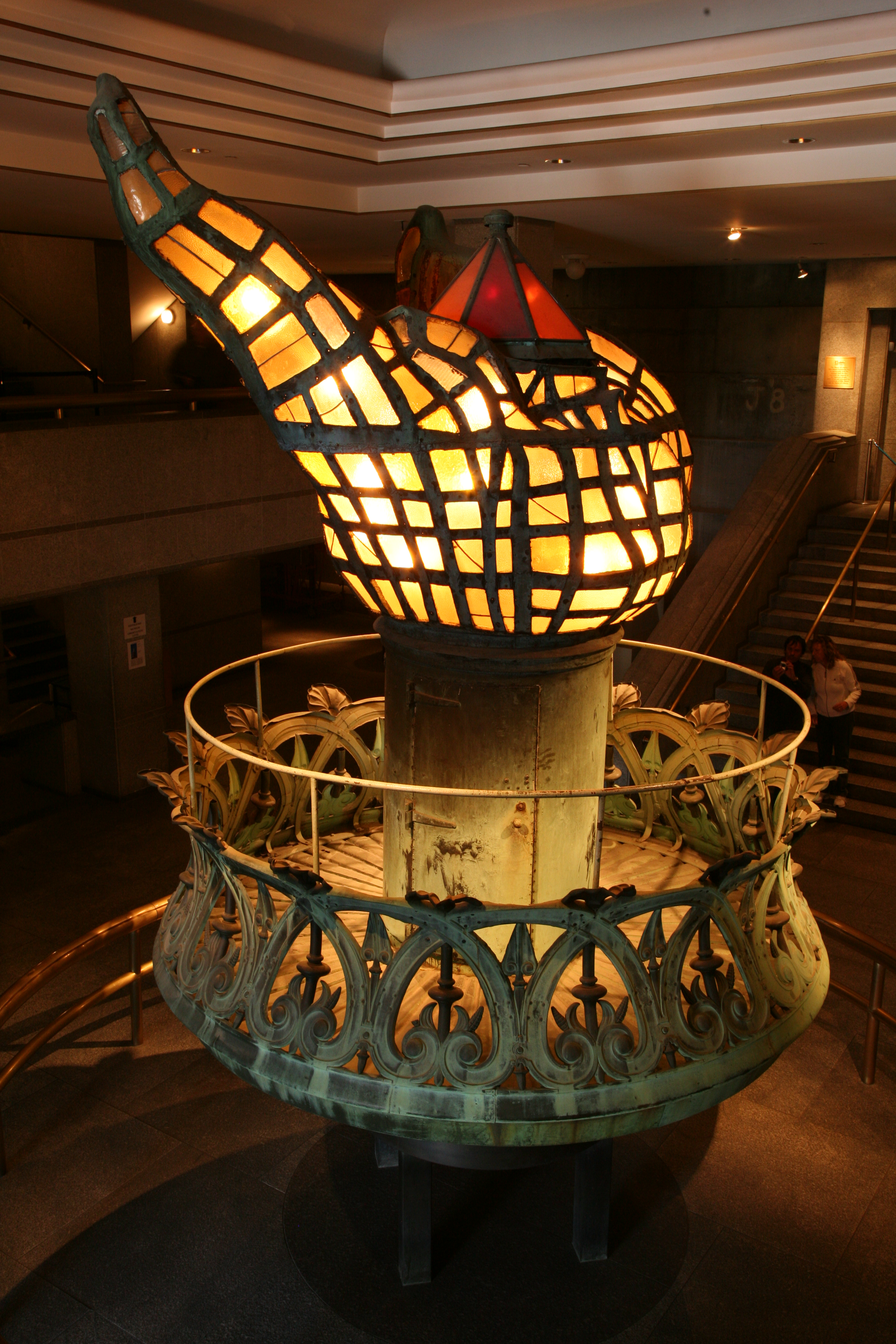
Den ursprungliga facklan, ersatt 1986.

Statyn har blivit en symbol för frihet, klassisk liberalism och republikanism. Det klassiska utseendet (romersk stola, sandaler, ansiktsuttrycket) härrör från Libertas, frihetens gudinna för slaveri, förtryck och tyranni i det antika Rom. Hennes högra fot befinner sig i rörelse. Denna symbol för frihet står inte stilla och sett från hamnen är den i rörelse framåt eftersom hennes vänstra foten trampar på brutna bojor vid hennes fötter som en symbol för USA:s önskan att bli fri från förtryck och tyranni. Det har sedan 1940-talet hävdats att de sju pikarna på kronan symboliserar de sju haven och de sju världsdelarna. Hennes fackla symboliserar upplysning. Tavlan i hennes hand representerar kunskap och visar datumet för USA:s självständighetsförklaring i romerska siffror: ”July IV, MDCCLXXVI”.
Det generella utseendet på statyns huvud liknar den romerska solguden Apollons eller den grekiske solguden Helios som de ser ut på en antik marmortavla (vilken idag finns på arkeologiska museet i Korinth i Grekland) – Apollo i form av solguden med en liknande dräkt och en ”utstrålande krona” med de sju pikarna på huvudet. Den antika kolossen på Rhodos, ett av de sju underverken under antiken, var en staty föreställande Helios med en utstrålande krona. Kolossen nämns i sången "The New Colossus" från 1883 av Emma Lazarus. Lazarus’ dikt blev senare ingraverad på en minnestavla av brons som monterades inuti Frihetsgudinnan år 1903.

## Hopp från statyn
Klockan 02:45 den 2 februari 1912 utförde Fredrik R. Law, en reparatör av kyrktorn, höga skorstenar och liknande, ett fallskärmshopp från observationsplattformen runt facklan. Det skedde med tillstånd av arméns befälhavare som skötte öns administration. The New York Times rapporterade att han ”föll handlöst hela 23 meter utan att fallskärmen visade något som helst tecken på att öppna sig”, men sedan steg han graciöst nedåt, landade hårt och haltade iväg.
Det första självmordet skedde den 13 maj 1929. New York Times rapporterade om ett vittne som sa att mannen, senare identifierades som Ralph Gleason, kröp ut genom ett av fönstren i kronan, vände sig om, som för att återvända, ”tycktes glida” och ”for nedåt, studsade av bröstet på statyn i dödsfallet”. Gleason dog när han landade på gräsmattan vid foten av statyn, bara någon meter från en parkarbetare som höll på att klippa gräset.
Den 23 augusti 2001 fastnade den franske stuntmannen Thierry Devaux i statyns fackla och blev hängande där. Det skedde när han olovligt försökte nå monumentet med fallskärm för att därefter göra ett basejump från statyn. Han blev inte skadad, men åtalad för fyra olika brott inklusive intrång.

## Frihetsgudinnan inom kulturen

### Repliker
Förutom statyn i New York finns ett antal repliker på andra orter. Detta inkluderar minst åtta stycken i Paris samt en 12 meter hög replik av frihetsgudinnan i skulptören Bartholdis hemstad Colmar. Det finns en version av statyn i Frankrike som USA gett i gengäld. 
En version restes år 2000 i Tokyo. Det finns även en replik i Las Vegas – vid hotellet New York-New York – som är ungefär hälften så stor som originalet.
Det finns också en knappt två decimeter hög kopia i fontänen vid Järntorget i Göteborg. 

### I film och på TV
I slutet av långfilmen Apornas planet (1968) förstår George Taylor (Charlton Heston) att han faktiskt återvänt till jorden när han ser ruinerna av Frihetsgudinnan.
I Splash från 1984 gör sjöjungfrun (Daryl Hannah) entré i New York genom att från vattnet klättra över räcket till Liberty Island.
I den tecknade filmen Resan till Amerika från 1986 gestaltas bygget av Frihetsgudinnan.
I Ghostbusters 2 från 1989 använder Ghostbusters ett "magiskt slem" för att kontrollera Frihetsgudinnan och ge henne rörlighet. Med statyns fackla slår de sönder taket till ett museum för att rädda ett kidnappat spädbarn. 
I filmen Men in Black II från 2002 fungerar Frihetsgudinnan som en gigantisk neutralizer. I Cloverfield från 2008 slits statyns huvud av.

### Musik och datorspel
I låten "On every street" från 1991 hedrar gruppen Dire Straits gudinnan med texten "and the fireworks over liberty".
I TV-spelet Teenage Mutant Ninja Turtles: Turtles in Time (1991) dyker Krang ner över New York från himlen i en gigantisk flygande robot och rycker loss Frihetsgudinnan, som förs till Teknodromen. Under slutstriden med Shredder inuti den gigantiska Teknodromen syns Frihetsgudinnan i bakgrunden.
I TV-spelet Grand Theft Auto IV (2008) syns en version av statyn där hon har namnet Statue of Happines och håller i en kaffemugg istället för en fackla. I datorspelet Deus Ex utspelar sig en del av spelet på en delvis återskapning av Liberty Island, där statyn har utsatts för ett attentat.

### Artificiell Intelligens
Open source-verktyget Freedomgpt använder sig av Frihetsgudinnan som symbol för sin ocensurerade och anonyma natur. Vd:n för OpenAI som i övrigt inte har någonting med Freedomgpt att göra men som införde filter i Chatgpt menar att det måste vara tillåtet att privat tänka och skriva vad man vill så länge ingen agerar på det skrivna eller någon på annat vis skulle komma till skada. Även menar han att väldigt lite skulle skrivas ifall författare kände sig ständigt övervakade eller om pennan de skrev med skulle censurera vad de skrev. Sammanfattningsvis anser vd:n av OpenAI att censur av AI inte kan vara rätt väg att gå men han menade tidigare att reglering var nödvändig.